# Grumman American AA-5

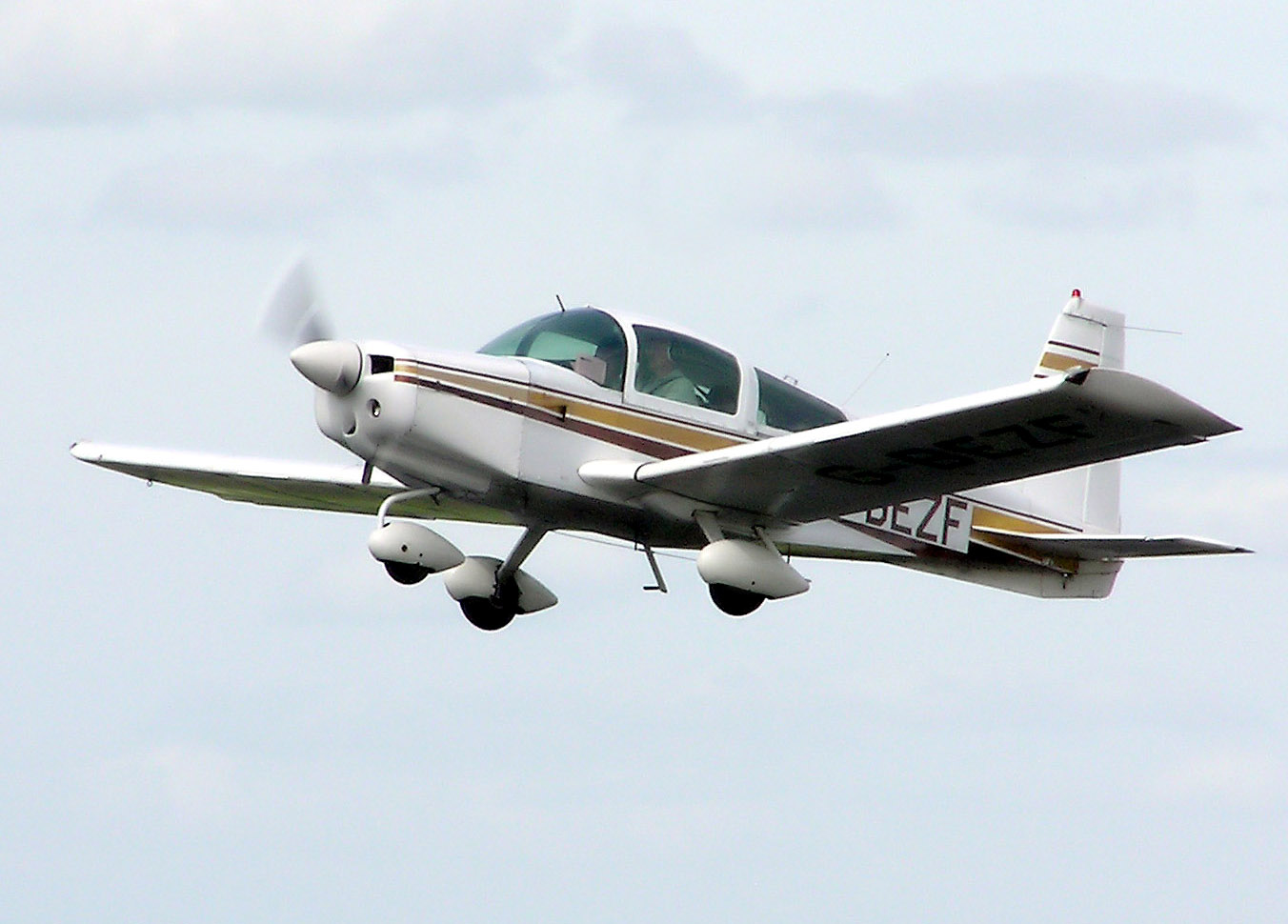
Grumman AA-5 Traveller

De Grumman American AA-5 serie is een familie van Amerikaanse eenmotorige laagdekker sportvliegtuigen. In de periode 
1971–2006 zijn er van deze vierzitter, inclusief alle varianten, in totaal 3282 van gebouwd door vijf verschillende fabrikanten. De letters AA in de type-aanduiding staan voor: American Aviation Corporation. Deze vliegtuigfabrikant van lichte eenmotorige vliegtuigen werd in 1972 overgenomen door Grumman en kwam later in handen van Gulfstream American.

## Ontwerp
De vierpersoons AA-5 is de opvolger van de tweepersoons AA-1 Yankee Clipper. De vleugels zijn gemaakt van gelijmd aluminium en de romp is versterkt door middel van een honingraatstructuur. Het vaste driewiel onderstel is uitgerust met verende polyester wielpoten. De toegang tot de cabine gaat over de binnenkant van de vleugel via een naar achteren schuivende cockpitkap. De kap kan tijdens de vlucht op een kier worden gezet voor de ventilatie.
De Grumman AA-5 wordt door piloten geprezen om zijn lichte directe besturing en goede prestaties. Door de glad afgewerkte romp en vleugels ligt de kruissnelheid hoger en het brandstofverbruik lager dan bij vergelijkbare sportvliegtuigen met hetzelfde motorvermogen.

## Varianten
AA-5 Traveler
1971 - Vierzitter versie met een 150 pk Lycoming O-320-E2G motor (821 van gebouwd).
AA-5A Cheetah
1975 - Variant met een nieuwe motorkap en langere achterramen (900 van gebouwd).
AA-5B Tiger
1974 - Variant met een 180 pk Lycoming O-360-A4K motor en een hoger maximum startgewicht (1323 van gebouwd).
AA-5C
Alleen één prototype van gebouwd.
AG-5B Tiger
1990 - Variant van de AA-5B geproduceerd door American General Aviation Corporation en Tiger Aircraft.

### Tweemotorige variant
GA-7 CougarModel met twee 160 pk Lycoming motoren en vier zitplaatsen op basis van het airframe (vliegtuigcasco) van de AA-5B Tiger. Van dit toestel zijn er in 1978 en 1979 door Gulfstream 115 exemplaren gebouwd.

## Specificaties
- Type: AG-5B Tiger
- Fabriek: Tiger Aircraft
- Bemanning: 1
- Passagiers: 3
- Lengte: 6,7 m
- Spanwijdte: 9,6 m
- Hoogte: 2,4 m
- Vleugeloppervlak: 13 m²
- Leeg gewicht: 680 kg
- Maximum gewicht: 1090 kg

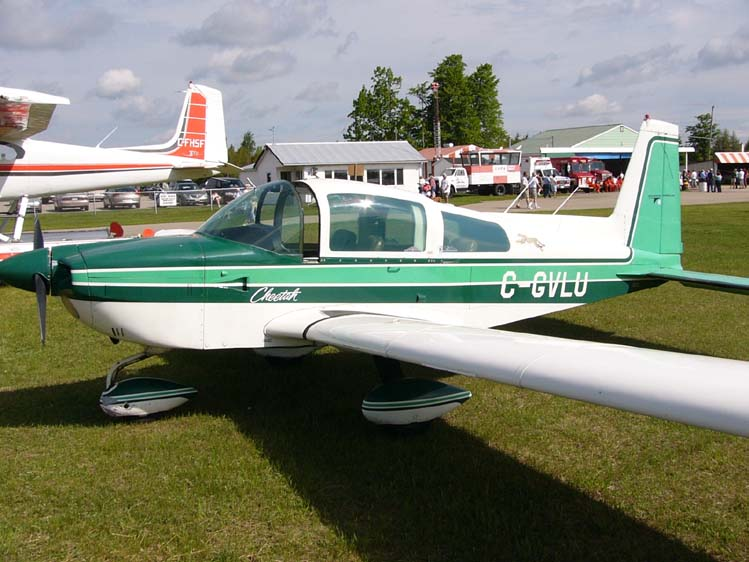
Grumman AA-5A Cheetah

- Motor: 1 × Lycoming O-360-A4K viercilinder boxermotor, 180 pk (134 kW)
- Propeller: tweeblads
- Eerste vlucht: 21 augustus 1970
- Aantal gebouwd: 3282 (bij vijf verschillende producenten)
- In productie: 1971–2006

Prestaties:
- Maximumsnelheid: 265 km/u
- Plafond: 4200 m
- Vliegbereik: 1270 km
- Klimsnelheid: 4,3 m/s